# Der fliegende Großvater (Film)
Der fliegende Großvater ist ein deutscher Zeichentrick-Kurzfilm von Lothar Barke aus dem Jahr 1965. Er beruht auf dem gleichnamigen Kinderbuch von Heinz Behling und Heinz Kahlow.

## Handlung
Der Großvater fährt seinen Enkel im Kinderwagen spazieren. Am Himmel tanzen lachende Drachen im Wind und der Großvater kann die Augen nicht von diesem Schauspiel wenden. Er überquert mit dem Wagen die Straße, ohne auf den Verkehr zu achten und fährt einen Bienenstock um, dessen Bewohner Großvater und Kinderwagen nun ärgerlich verfolgen. Er bekommt das nicht mit, doch flüchten Großvater und Enkel, als einer der Drachen auf die Erde zu stürzen droht. Anschließend fliehen sie vor dem wütenden Bienenschwarm.
Großvater und Enkel besorgen sich auf dem Heimweg im Heimwerkerladen Der kleine Bastler Material und eilen in Großvaters Wohnung, wo sie einen riesigen Drachen bauen. Die Bewohner des Hauses, die zunächst über den Baulärm verärgert sind, freuen sich über den Drachen, mit dem Großvater und Enkel bald darauf in den Himmel schweben. Großmutter jedoch ist besorgt, haben beide doch ihren Schal vergessen. Sie befürchtet eine Erkältung, organisiert einen großen Wagen mit Hustensaft, und versucht vergeblich, Schal und Mützen mithilfe eines Schornsteinfegers und der Feuerwehr zu ihrem am Drachen hängenden Mann und ihrem Enkel zu bringen.
Ein Gewitter kommt auf und Großvater und Enkel scheinen in den Wolken verloren gegangen zu sein, was die Großmutter sehr betrübt. Als sich die Gewitterwolken verziehen, zeigt sich, dass beide die Turbulenzen gut überstanden haben. Großvater blickt nach einer Weile auf die Uhr und ist erstaunt, wie spät es ist. Mit seinem Enkel lässt er sich über einem Flughafen fallen und bremst den Sturz mit seinem aufgeklappten Regenschirm. Am Boden wartet die Großmutter mit ihren Helfern. Sofort werden die beiden Flieger mit Schal und Mütze eingekleidet. Der Hustensaftwagen pumpt erste Medizin auf einen Löffel. Am Ende ist es jedoch die Großmutter, die niest.

## Produktion
Der fliegende Großvater gehört zu den rund 60 Literaturverfilmungen, die im DEFA-Studio für Trickfilme entstanden. Es war zudem eine von vier Literaturverfilmungen des Trickfilmers Lothar Barke. Der fliegende Großvater basiert auf dem gleichnamigen Kinderbuch von Heinz Behling und Heinz Kahlow. Der Film entstand im Jahr 1964: Die Animatoren des Films waren Sieglinde Hamacher, Lothar Friedrich, Peter Müller und Karl-Heinz Hofmann. Die Hintergründe schufen Heinz Drache und Klaus Noeske.
Der fliegende Großvater erlebte am 26. März 1965 seine Filmpremiere. Er gehörte zu den Farbfilmen, die als DEFA-Heimfilm veröffentlicht wurden (Schmalfilm, Nr. 1009). Im Jahr 2012 brachte Icestorm den Film mit weiteren Animationsfilmen der DDR auf der DVD Alles Trick 1 heraus.

## Kritik
Die Kritik nannte die Literaturverfilmung rückblickend „so heiter und emotional erzählt, daß sie nicht nur Kindern das Herz weitet. Ohne vordergründig moralische Belehrung wurden mit feinem Witz menschliche Schwächen und Sehnsüchte aufgegriffen und die Zuschauerkinder angeregt, in subjektiver Konstellation über die Dinge der Welt nachzudenken.“